# جيفري آي. غوردون
جيفري آي. غوردون (بالإنجليزية: Jeffrey I. Gordon)‏ (و. 1947  م) هو أحيائي، وأستاذ جامعي أمريكي، هو عضوٌ في الأكاديمية الوطنية للعلوم، والأكاديمية الأمريكية للفنون والعلوم، والجمعية الأمريكية للفلسفة.

## التعليم
تعلم في كلية أوبرلين.

## جوائز
حصل على جوائز منها:
- جائزة الملك فيصل العالمية في الطب (2015)
- جائزة كيو للعلوم الطبية
- جائزة لويزا غروس هورويتز (2017)
- زمالة الجمعية الأمريكية لتقدم العلوم
- وسام كوبلي (2018)
- جائزة سلمان واكسمان في علوم الأحياء الجزيئية (2013)
- جائزة مؤسسة بانكو بيلباو فيزكايا أرجنتاريا لرواد المعرفة